# Comune di Helsingør
Il comune di Helsingør è un comune della Danimarca situato nella regione di Hovedstaden. Capoluogo e sede amministrativa è la città omonima.

## Centri abitati
I centri abitati principali del comune sono:
- Helsingør (47 841)
- Hellebæk (5 846)
- Hornbæk-Dronningmølle (3 761)